# Лесные пожары в Якутии (2022)
Лесные пожары в Якутии — серия лесных пожаров, начавшихся в мае 2022 года. Власти Якутии вели работу по разработке Комплексного плана по тушению лесных пожаров, после опыта, полученного при ликвидации лесных пожаров 2021 года, в рамках которого были предусмотрены мероприятия, которые помогли сократить площадь лесных пожаров. Таким образом, мае-июне 2022 года площадь лесных пожаров в Якутии сократилась в 43 раза, чем в это же время в 2021 году.

## Причины
Главными непосредственными причинами пожара, как и в прошлом году, по информации представленной оперативным штабом, являются: изменение климата, рекордная жара и засуха, сухие грозы с частым ударом молний (из-за них 11 июня площадь пожаров увеличилась в пять раз), человеческий фактор (непреднамеренные и преднамеренные поджоги).

## Хронология
По оперативным данным Авиалесоохраны на 13 мая: с начала пожароопасного сезона 2022 г. на территории Якутии зарегистрировано 4 природных пожара, общая площадь пройденная пожарами составила 22,1 га. На тушение привлекалось 103 человека и 17 единиц техники от Якутской территориальной подсистемы РСЧС.
2 июня Президент Российской Федерации Владимир Путин утвердил «ПЕРЕЧЕНЬ ПОРУЧЕНИЙ ПО ВОПРОСАМ ПРЕДОТВРАЩЕНИЯ ЛЕСНЫХ ПОЖАРОВ И ЛИКВИДАЦИИ ИХ ПОСЛЕДСТВИЙ», где говорится: «3. Правительству Российской Федерации совместно с Главой Республики Саха (Якутия) обеспечить проведение в 2022 году эксперимента по осуществлению в Республике Саха (Якутия) мероприятий по искусственному вызыванию осадков в целях предотвращения лесных пожаров».
6 июня МЧС Якутии ввело на территории 16 районов (Алданского, Амгинского, Абыйского, Вилюйского, Верхоянского, Жиганского, Кобяйского, Ленского, Мирнинского, Олекминского, Сунтарского, Томпонского, Усть-Алданского, Хангаласского, Чурапчинского и Эвено-Бытантайского) и города Якутска особый противопожарный режим. Сообщается, что за прошедшие два месяца инспекторы Госпожнадзора составили 139 протоколов об административных правонарушениях и вынесли 84 постановления на общую сумму штрафов свыше 150 тысяч рублей.
По состоянию на 9 июня в Якутии действует 6 лесных пожаров в Хангаласском, Алданском, Усть-Майском и Олекминском районах. В зоне контроля: в Олекминском и Верхоянском районах. На данный момент все пожары в зоне обслуживания локализованы. Общая площадь возгорания составила 800 гектар. В тушении пожаров привлечены 188 парашютистов-десантников Авиалесоохраны, работников лесной охраны, сотрудников МЧС и мобилизованные из числа местного населения, а также задействовано 15 единиц техники.
10 июня Первый вице-премьер республики Дмитрий Садовников сообщил, что на вечер 10 июня на территории Якутии действуют 19 пожаров на общей площади 2881 гектар. В частности, по 4 пожара зарегистрировано в Алданском, Усть-Майском и Нерюнгринском районах, 3 — в Олекминском районе, 2 — в Оленекском районе, по 1 — в Амгинском и Хангаласском районах. Патрулирование лесов продолжается. Работал самолёт-зондировщик Ан-30 для искусственного вызывания осадков в целях снижения пожарной опасности в заречных районах.
10 июня стало известно о том, что в Якутию будут направлены Парашютисты-десантники федерального учреждения «Авиалесоохрана» из Амурской области, Бурятии и Забайкалья в количестве 150 человек.
11 июня Заместитель министра экологии, природопользования и лестного хозяйства Якутии Андрей Коноплев сообщил, что за прошедшие сутки Служба Авиалесохраны обнаружила 22 лесных пожара на общей площади 3441,5 гектар, площадь пожаров увеличилась в 5 раз, что связано с прохождением грозового фронта по южным районам Якутии.
17 июня в лесах Якутии насчитывается 25 возгораний, в том числе восемь — на землях иных категорий. Ведутся работы по тушению семи пожаров. По семи лесным пожарам на общей площади 2 719 га принимаются меры по тушению. На тушении задействованы 227 человек и одна единица техники. За сутки ликвидировано три лесных пожара на общей площади 21,5 га., а также один пожар на землях иных категорий.